# Bộ Bác ái
Bộ Bác ái, còn gọi là Văn phòng Phát chẩn Tông tòa, là một cơ quan (bộ) của Giáo triều Roma, được thành lập vào ngày 5 tháng 6 năm 2022 theo Tông hiến Praedicate evangelium của Giáo tông Franciscus. Trước khi bản tông hiến này có hiệu lực, cơ quan này có tên là Văn phòng Bác ái của Đức Thánh Cha.